# Claudio Muccioli
Claudio Muccioli (nacido en 1958) fue uno de los dos Capitanes Regentes (jefes de Estado y Gobierno) de la República de San Marino. Es miembro del Partido Demócrata Cristiano Sanmarinense.
Muccioli ocupó el puesto de Capitán Regente desde el 1 de octubre de 2005 hasta el 31 de marzo de 2006 junto con Antonello Bacciocchi.
- Datos: Q767664